# Magma

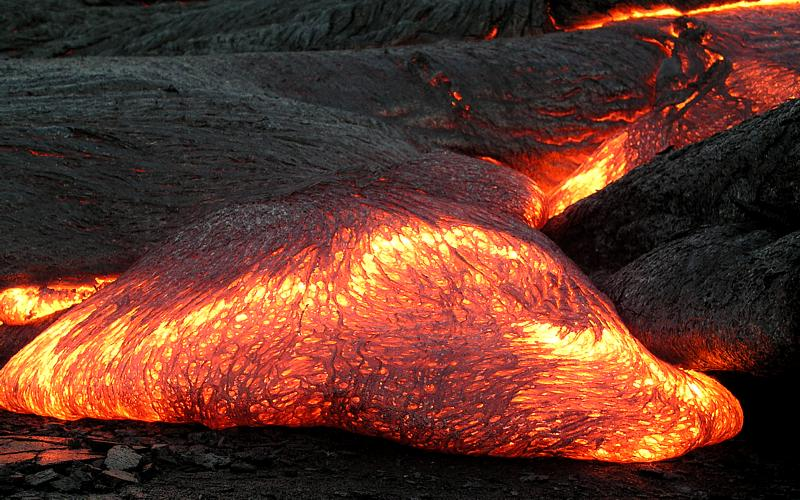
Postupující proud lávy

Magma je termín označující směs roztavených hornin a plynů, která se nachází pod povrchem Země a dalších terestrických těles. Vyjma roztavených hornin může magma obsahovat i krystaly různých minerálů, rozpuštěné plyny či bublinky. Magma je hlubinný ekvivalent lávy; jakmile se magma dostane na povrch tělesa, používá se pro jeho označení termín láva. Magma, které vzniká v zemském plášti, se nazývá primární; sekundární (žulové) vzniká horotvornou činností. Primární magma je poněkud řidší a snadno proniká k zemskému povrchu, kde tuhne. Vznikají z něj výlevné horniny, např. čedič. Sekundární se většinou tvoří ve velkých hloubkách a tuhne pomalu pod povrchem Země. Vytváří velká tělesa (plutony), která prostupují staršími horninami. Podle místa utuhnutí magmatu se rozdělují vyvřelé horniny na hlubinné, výlevné a žilné.
Na Zemi je magma nejčastěji křemičitá hornina s obsahem rozpuštěných fluidních složek, konkrétně aluminio-silikátová tavenina obsahující sopečné plyny (například voda, CO2, chlór a fluor) z pláště Země. Magma vzniká v oblastech zemského pláště, nebo tavením z hornin spodní zemské kůry. Magma může dosahovat různých teplot (na Zemi většinou mezi 650–1200 °C).
Vlivem rozdílu hustoty magmatu vůči okolnímu prostředí stoupá magma k povrchu, jelikož má menší hustotu. Cestou prochází skrze kůru tělesa, kde často utváří magmatické krby — místa hromadění, ze kterých pak vystupuje na povrch skrze žíly. Při průniku na povrch dochází k sopečné činnosti mající často za následek vznik sopek. Během výstupu dochází taktéž k postupnému chladnutí magmatu, postupné krystalizaci minerálů a k poklesu okolního litostatického tlaku, což způsobuje postupné uvolňování rozpuštěných plynů v magmatu a vzniku bublinek. Pokud je množství rozpuštěných plynů dostatečné či magma na své cestě potká zdroj podzemní vody, může dojít k jeho fragmentaci a vzniku explozivního vulkanismu. Je-li ale množství plynů malé či plyn má možnost snadno z magmatu unikat, magma se po povrchu začne vylévat a tvořit lávové proudy.

## Místo tvorby magmatu

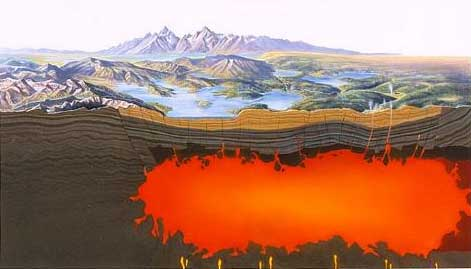
Umělecká představa magmatického krbu pod Yellowstonem v USA

Magma se tvoří hlavně v zemském plášti tavením hornin. V závislosti od místa (subdukční zóna hlubokomořských příkopů nebo např. riftové údolí středooceánských pohoří) je jeho složení jiné.
Tavení hornin je způsobené vlivem vysoké teploty a tlaku. Někdy se však magma může vytvářet i přídavkem fluid (nejčastěji vodních par) k velmi zahřátým horninám – častý jev v subdukčních zónách. To zapříčiní snížení teploty tavení a tím vznik magmatu. Případně se může tvořit i tavením okolních hornin vlivem už existujícího magmatu vystupujícího přes kůru, pokud je teplota tavení těchto hornin nižší než teplota vystupujícího magmatu.
Po roztavení stoupá magma k povrchu, jeho hustota je nižší (stejná jako hustota okolí). Následek stoupání je vznik magmatických komor a následná vulkanická činnost.

## Fyzikální vlastnosti magmatu
Teplota taveniny se pohybuje v rozmezí hodnot 590 °C až 1 400 °C a její krystalizační teplota souvisí s obsahem vodních par v tavenině. Pokud magma obsahuje vodu, jeho teplota dosahuje nižších hodnot. Bez obsahu vody se může jeho teplota pohybovat i okolo 1 500 °C (tzv. suché magma).
Hustota magmatu závisí na obsahu vody a pohybuje se přibližně v rozmezí hodnot 2,2 až 2,8 g·cm−3. Viskozita je ovlivňována volatilními složkami, a to tak, že s vyšším obsahem klesá.

## Chemické složení
Magma všeobecně obsahuje prakticky všechny prvky periodické tabulky, ale jen některé z nich (křemík, hliník, železo, vápník, hořčík, draslík, sodík a titan) jsou obsažené vždy v množství nad 1 %. Hlavní složky jsou oxid křemičitý (SiO2), alkalické kovy (Na, K, Ca, Mg) a Fe.
Při parciálním tavení nejprve přecházejí do taveniny kompatibilní prvky (draslík, baryum, cesium, rubidium). Jako další přecházejí vápník, hliník, železo, hořčík, sodík. Ve vyšší, neroztavené části zůstávají nekompatibilní prvky (zirkonium, hafnium, titan, atd.). Takže stupeň parciálního tavení určuje relativní obohacení kompatibilními nebo nekompatibilními prvky, tím i výslednou horninu vzniklou ztuhnutím daného magmatu.